# Улица Скляренко (Самара)
Улица Скляренко — улица в Октябрьском районе Самары. Своё начало берёт от улицы Луначарского, пересекая проспект Масленникова и улицы Николая Панова, Ерошевского, Революционную, Лукачёва, Петлевую и упирается в улицу Врубеля. Имеет относительную протяжённость 1,4 км.

## История улицы
Ориентировочная дата появления на карте Самары — конец 1940-х годов. Была переименована в 1967 году в честь соратника Владимира Ленина, самарского марксиста Алексея Скляренко.

## Здания и сооружения
- № 1 — комплексный Центр социального обслуживания граждан пожилого возраста и инвалидов
- № 12 — Ростехинвентаризация
- № 20 — Министерство имущественных отношений Самарской области, Министерство промышленности и торговли Самарской области, Министерство транспорта и автомобильных дорог
- № 26 — офисный центр «Панорама»

## Транспорт
Общественный транспорт по улице не ходит. Ближайшие остановки — пересечение улиц Мичурина и проспекта Масленникова; улица Врубеля, остановка «Постников овраг»; остановка «Самарский филиал Третьяковской галереи» по улице Ново-Садовой:
- Автобусы: 2, 22, 23, 47
- Троллейбусы: 4, 15, 19
- Трамваи: 2, 4, 13, 18, 22, 23
- Маршрутное такси: 4, 247